# Revolverkanone

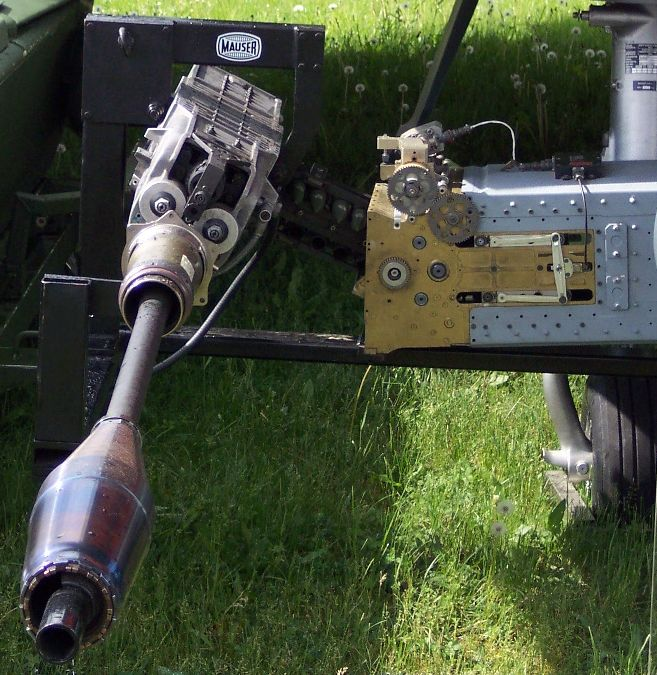
Mauser BK-27-Revolverkanone als Bordwaffe an einem Hubschrauber

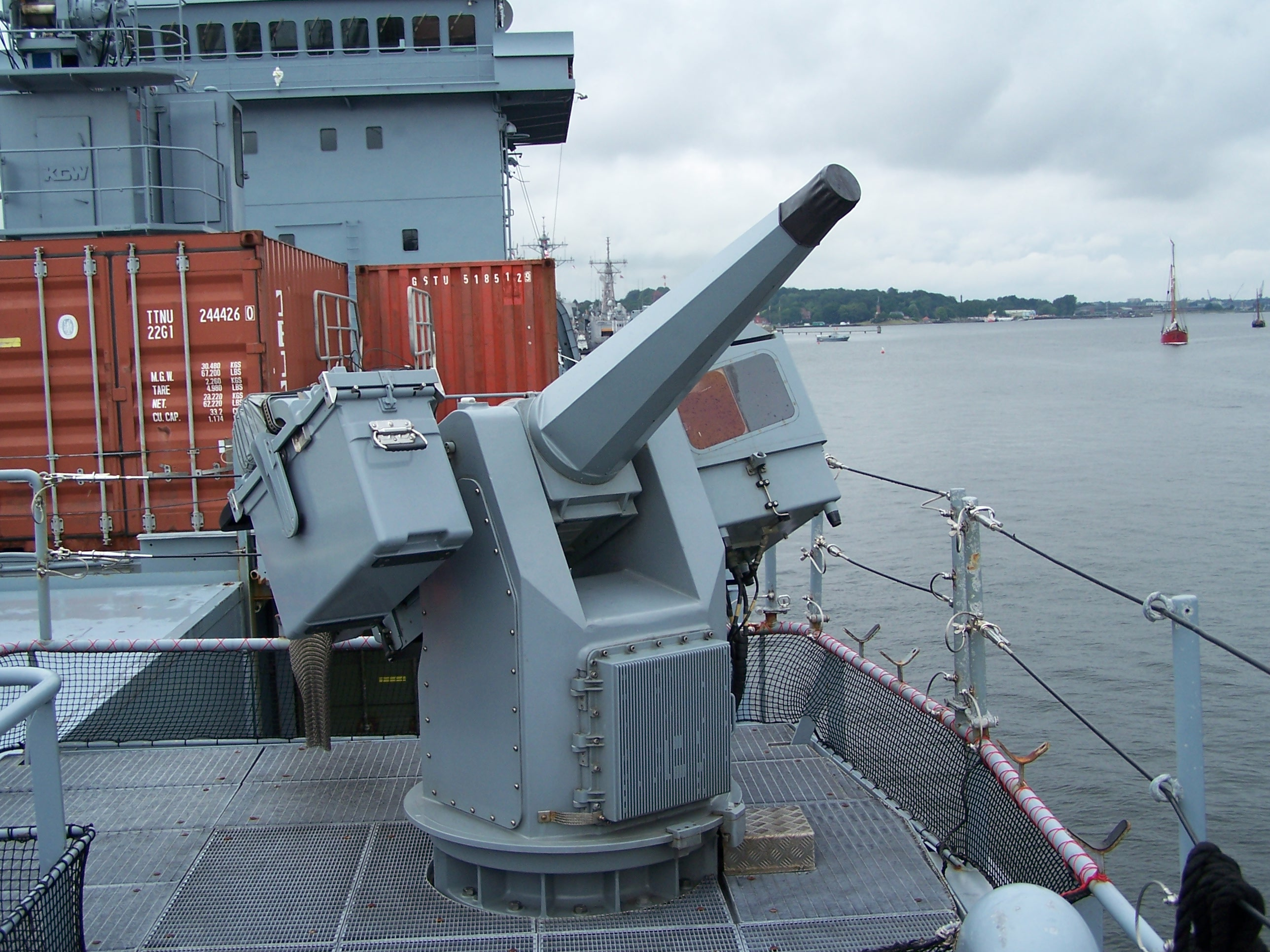
Ferngesteuerte Revolverkanone MLG 27 auf dem Tender „Rhein“

Eine Revolverkanone ist eine besondere Bauart der Maschinenkanone. Das Prinzip beinhaltet eine Trommel – analog einem „klassischen“ Revolver – mit einem davorliegenden Lauf, im Unterschied zu den Maschinenwaffen mit mehreren Läufen wie die Gatling- und Hotchkiss-Revolverkanonen.
Der bei normalen automatischen Waffen nacheinander folgende Laden-Schießen-Auswerfen-Zyklus wird bei einer Revolverkanone parallel ausgeführt. Mit einer solchen Konstruktion lässt sich die Kadenz wesentlich erhöhen.

## Technik
Bei einer normalen automatischen Gasdrucklader-Schusswaffe werden die Pulvergase der Treibladung der gezündeten Patronen zum translatorischen Antrieb des Verschlusses benutzt. Bei einer Revolverkanone existiert der Verschluss in dieser Form nicht. Mit den Pulvergasen wird ein parallel zur Trommel angebrachter Steuerschieber in Bewegung versetzt, der im Rück- und Vorlauf die Revolvertrommel über Kulissen in Rotation versetzt. Die Rotationsbewegung erfolgt dabei inkremental, das heißt in keiner gleichförmigen, kontinuierlichen Rotation, sondern taktförmig von Kammer zu Kammer. Nach der Zündung des Schusses dreht sich die Trommel eine Kammer weiter und der nächste Schuss kann abgefeuert werden. In der abgeschossenen Kammer wird die leere Patronenhülse ausgeworfen. Zur gleichen Zeit wird die Trommel nachgeladen, wobei dies in drei Takten erfolgen kann. Durch diese zeitliche und räumliche Trennung der einzelnen Schritte des Ladevorgangs werden höhere Feuerraten ermöglicht als bei konventionellen Bauarten, bei denen der vollständige Auswerfen-Nachlade-Prozess zwischen zwei Schüssen erfolgen muss.
Neben dem klassischen Gasantrieb können Revolverkanonen ebenso fremdangetrieben werden, entweder elektrisch, pneumatisch oder hydraulisch. Die GIAT 30 wird beispielsweise elektrisch fremdangetrieben. Der Vorteil ist eine höhere Zuverlässigkeit und Kadenz, der Nachteil ein höheres Gewicht.

## Vergleich zur Gatlingkanone
Weil Revolverkanonen alle Projektile durch ein Rohr (ein Schusswaffenlauf) verschießen, wird ihre maximale Feuerrate typischerweise auf unter 2.000 Schuss pro Minute begrenzt, da der Lauf sonst überhitzt. Gatlingkanonen  (mehrere Schusswaffenläufe) können dagegen eine Feuerrate von bis zu 10.000 Schuss pro Minute (Grjasew-Schipunow GSch-6-23) erreichen. Bei kurzen Feuerstößen (bis zu einer Sekunde), wie sie gerade im Luftkampf vorkommen, ist die Anzahl der abgefeuerten Geschosse bei einer Revolverkanone allerdings größer als bei einer Gatlingkanone, da die meist fremdangetriebenen schweren Laufbündel der Gatlingkanonen aufgrund der Trägheit ihre volle Drehzahl und damit die maximale Feuerrate erst nach einer kurzen Anlaufzeit erreichen, während bei Revolverkanonen, bedingt durch geringere bewegte Massen, ab dem ersten Schuss die volle Feuerrate zur Verfügung steht. Gatlingkanonen sind – wegen des Fremdantriebs und der größeren Rohrzahl – schwerer als vergleichbare Revolverkanonen.

## Beispiele

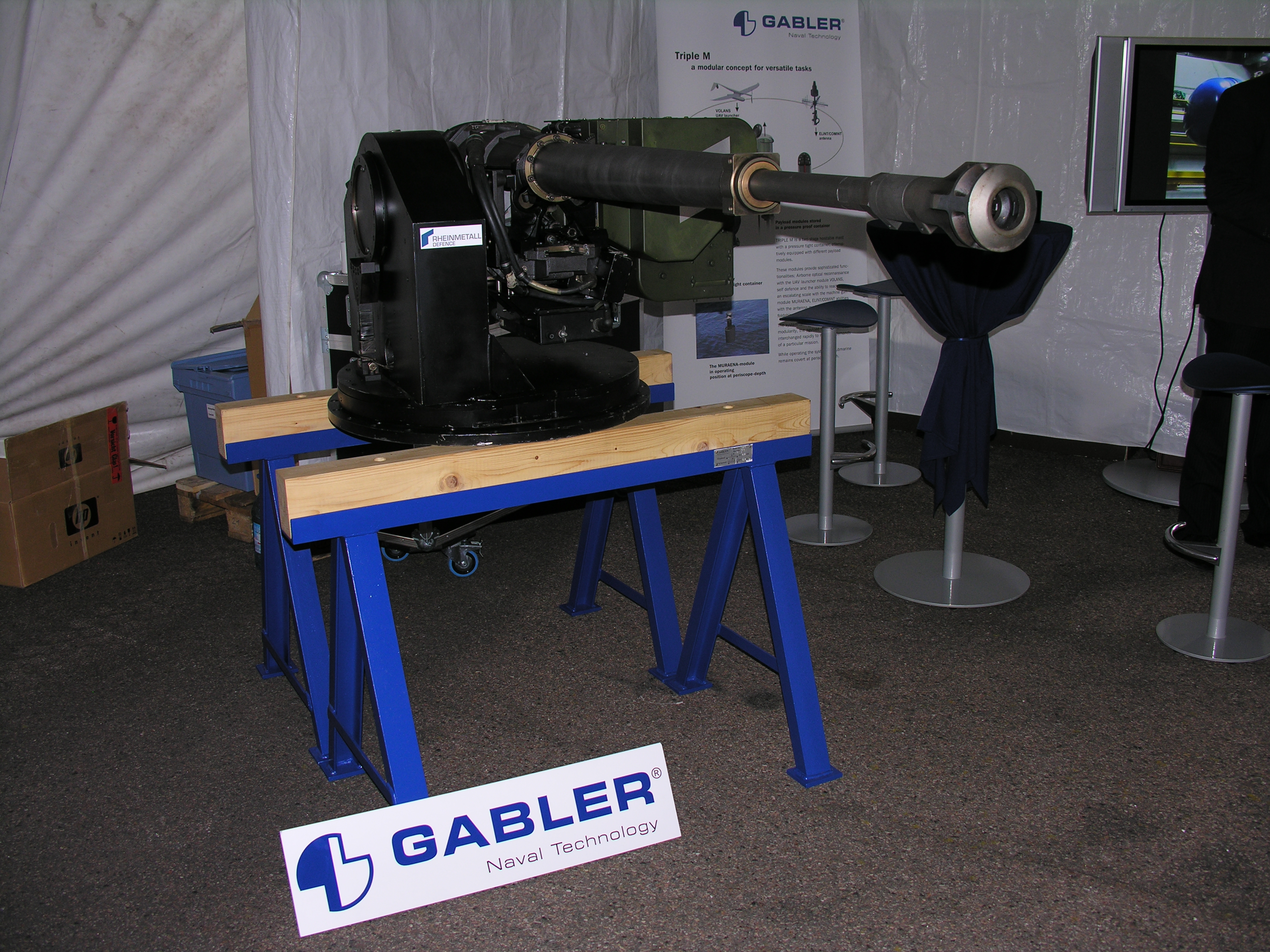
Rheinmetall RMK30 (TechDemo 2008)

| Bezeichnung                    | Land                   | Kaliber mm | theoretische Kadenz Schuss/min | Mündungsgeschwindigkeit m/s | Masse kg |
| ------------------------------ | ---------------------- | ---------- | ------------------------------ | --------------------------- | -------- |
| M39                            | Vereinigte Staaten     | 20         | 1500                           | 1030                        | 81       |
| MK 213                         | Deutschland            | 20/ 30     | 1400/ 1200                     | 1050/ 530                   | 96       |
| Mauser BK-27                   | Deutschland            | 27         | 1700                           | 1025                        | 102,5    |
| ADEN                           | Vereinigtes Königreich | 30         | 1700                           | 741                         | 87,1     |
| DEFA                           | Frankreich             | 30         | 1300                           | 815                         | 85       |
| GIAT 30                        | Frankreich             | 30         | 2500                           | 1015                        | 120      |
| RMK 30 (rückstoßfreie MK)      | Deutschland            | 30         | 300                            | n. a.                       | n. a.    |
| Rheinmetall KDG-Revolverkanone | Deutschland            | 35         | 1000                           | 1050                        | 405      |